# 齋藤求
齋藤 求（さいとう もとむ、1907年〈明治40年〉10月20日 - 2003年〈平成15年〉12月24日）は、日本の画家。

## 略歴
- 1907年（明治40年） - 鶴岡町高畑（現・山形県鶴岡市山王町）に生まれる
- 1924年（大正13年） - 白甕社 創立
- 山形県立鶴岡中学校（現・山形県立鶴岡南高等学校）卒業
- 1927年（昭和2年） - 二科展入選
- 1931年（昭和6年） - 第1回独立協会展入選
- 1932年（昭和7年） - 東京美術学校（現・東京芸術大学）油絵本科卒業
- 1951年（昭和26年） - 山形県立鶴岡南高等学校美術教師、山形大学美術講師
- 1968年（昭和43年） - 美術教師を辞めて東京都に移住する
- 2003年（平成15年）12月24日 - 盲腸ガンのため自宅で死去。享年96
  - 12月28日 - 東京都調布市仙川町の昌翁寺で葬儀が行われた

## 受賞歴
- 1935年（昭和10年） - 中央美術展中央美術賞
- 1940年（昭和15年） - 日本水彩画会賞
- 1941年（昭和16年） - 独立美術協会賞
- 1991年（平成3年） - 独立美術協会特別功労賞
- 1994年（平成6年） - 鶴岡市文化功績賞

## 作品
- 『丘陵』
- 『海浜』
- 『菜の花の咲く頃』
- 『裸婦』
- 『竜飛岬』
- 『丘の家』
- 『チューリップ畑』
- 『月山残雪』
- 『鳥海春近し』

## 親族
- 祖父：斎藤親信 - 庄内藩士
- 叔父：高山樗牛 - 文学博士
- 叔父：斎藤野の人 - 評論家

## 参考資料
- 世界文化オンライン
- 大宝館展示人物